# Alchemilla conglobata
Alchemilla conglobata är en rosväxtart som beskrevs av Harald Lindberg. Alchemilla conglobata ingår i släktet daggkåpor, och familjen rosväxter. Inga underarter finns listade i Catalogue of Life.